# Comuna Bara, Timiș
Bara (maghiară Barafalva) este o comună în județul Timiș, Banat, România, formată din satele Bara (reședința), Dobrești, Lăpușnic, Rădmănești și Spata.

## Localizare
Pe drumul de la Lugoj spre Timișoara se ajunge la Coștei. Înainte de a trece podul de la Nodul Hidrotehnic Coștei, se ia la dreapta și se ajunge la Bara după trecerea de localitățile Păru, Balinț și Fădimac

## Istorie
Existența localității Bara se consemnează pentru prima oară în 1371. Din 1440, localitatea aparține cetății Siomos, în districtul Balinț, cetate distrusă în timpul ocupației turcești.
Actualmente, pe teritoriul comunei Bara se găsește o rezervație paleontologică care conține depozite fosilifere din perioada terțiară.

## Politică
Comuna Bara este administrată de un primar și un consiliu local compus din 9 consilieri. Primarul, Daniel-Casian Ursu[*], de la Partidul Social Democrat, este în funcție din octombrie 2020. Începând cu alegerile locale din 2024, consiliul local are următoarea componență pe partide politice:
|  | Partid                           | Consilieri | Componența Consiliului | Componența Consiliului | Componența Consiliului | Componența Consiliului |
|  | -------------------------------- | ---------- | ---------------------- | ---------------------- | ---------------------- | ---------------------- |
|  | Alianța Dreapta Unită            | 4          |                        |                        |                        |                        |
|  | Partidul Social Democrat         | 3          |                        |                        |                        |                        |
|  | Uniunea Ucrainenilor din România | 1          |                        |                        |                        |                        |
|  | Partidul S.O.S. România          | 1          |                        |                        |                        |                        |

Primarul comunei, Ioan Lăzărescu, face parte din PSD la alegerile din 2008 iar viceprimarul Daniel-Casian Ursu din TM Alianța pentru Timiș (2008). Consiliul Local este constituit din 9 consilieri, împărțiți astfel:
|  | Partid                                      | Consilieri | Componența | Componența | Componența | Componența |
|  | ------------------------------------------- | ---------- | ---------- | ---------- | ---------- | ---------- |
|  | Partidul Național Țărănesc Creștin Democrat | 1          |            |            |            |            |
|  | PDL                                         | 2          |            |            |            |            |
|  | Partidul Social Democrat                    | 4          |            |            |            |            |
|  | Independenți                                | 1          |            |            |            |            |
|  | Partidul Pensionarilor (PP)                 | 1          |            |            |            |            |

## Obiective turistice
- Biserica de lemn din Dobrești, Timiș
- Rezervația fosiliferă Rădmănești

## Demografie
Componența etnică a comunei Bara
     Români (93,98%)
     Alte etnii (6,02%)
Componența confesională a comunei Bara
     Ortodocși (91,97%)
     Alte religii (2,01%)
     Necunoscută (6,02%)
Conform recensământului efectuat în 2021, populația comunei Bara se ridică la 299 de locuitori, în scădere față de recensământul anterior din 2011, când fuseseră înregistrați 388 de locuitori. Majoritatea locuitorilor sunt români (93,98%). Din punct de vedere confesional, majoritatea locuitorilor sunt ortodocși (91,97%), iar pentru 6,02% nu se cunoaște apartenența confesională.